# San Cosme (Corrientes)
San Cosme is een plaats in het Argentijnse bestuurlijke gebied San Cosme in de provincie Corrientes. De plaats telt 4.429 inwoners.